# Diana (pieza musical)
Diana es un toque marcial que se usa al romper el alba en guarnición para que la tropa abandone la cama. 
En los campamentos se toca antes de nacer el día; las tropas toman las armas, ocupan los puestos de antemano prevenidos y no se retiran a sus tiendas hasta que las avanzadas avisan que no ha ocurrido novedad en los reconocimientos que han practicado en las inmediaciones. 
También se usa este toque como preventivo de marcha. En la táctica de guerrilla tiene una parte en la combinación de toques para las maniobras.